# 야코프 판 라위스달

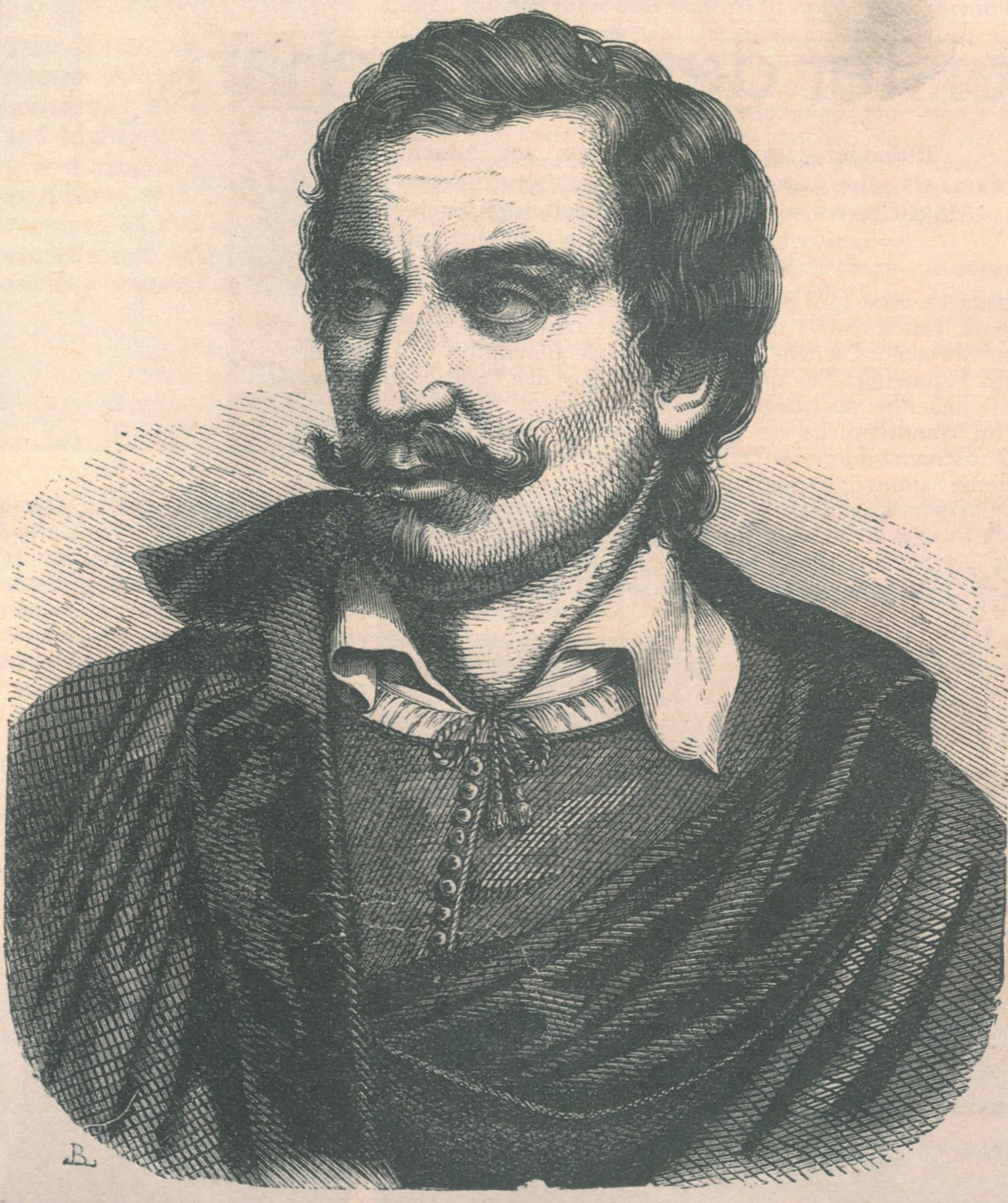

야코프 판 라위스달(Jacob van Ruisdael, 1629년 경 ~ 1682년 3월 10일)은 네덜란드의 화가이다. 살로몬 판 라위스달의 조카로, 일찍부터 풍경화가 밑에서 자란 그는 하를렘에서 출생하여, 주로 하를렘과 암스테르담에서 활약했다. 블롱이나 판 에버딩겐, 특히 호이옌의 영향을 받았다. 《하를렘 조망(眺望)》, 《벤트하임의 성》, 《숲속의 풍경》, 《유대인 묘지》 등의 작품이 있다. 그가 그리는 작품에는 육중한 하늘과 평원, 울발(鬱勃)한 삼림과 고목, 분류(奔流)나 폐허 등이 즐겨 그려지고 있는데, 그것들이 조성하는 풍경에는 시적인 멜랑콜릭한 정서가 넘쳐 있기 때문에, 18∼19세기의 영국이나 프랑스의 감상적·낭만적 풍경화에 커다란 영향을 주었다.

## 참고 문헌
- 이 문서에는 다음커뮤니케이션(현 카카오)에서 GFDL 또는 CC-SA 라이선스로 배포한 글로벌 세계대백과사전의 내용을 기초로 작성된 글이 포함되어 있습니다.